# Szczecinek
Szczecinek este un oraș în Polonia.